# Egyiptom elleni olasz hadjárat

A Líbiai sivatag 1940-ben

Az Egyiptom elleni olasz hadjárat egy brit, nemzetközösségi, és Szabad Francia Erők elleni olasz támadás volt a második világháború sivatagi háborújában. Az offenzíva célja kezdetben a Szuezi-csatorna megszerzése volt. Ehhez a Líbiában tartózkodó olasz csapatoknak át kellett volna kelnie Egyiptom északi részén, hogy elérjék a csatornát. Számos késés után a támadás célja megváltozott. Végül az lett a cél, hogy az olasz csapatok benyomulnak Egyiptomba, és megtámadnak mindenkit, aki hátráltatná az előrenyomulást.
A támadás során az olasz haderő 105 km mélyen be tudott hatolni Egyiptomba, ahol csak kisebb (főként felderítő) brit csapatokkal találkozott, nagyobb alakulatokkal nem került összetűzésbe. Ezek a felderítő csapatok a brit 7. Páncéloshadosztály egyik megerősített dandárjának részei voltak. A britek fő hadereje - mely a brit 7. Páncéloshadosztály maradék részét, valamint az indiai 4. Gyalogoshadosztályt jelentette - ekkor az olasz előrenyomulástól 130 km-re fekvő Mersa Matruh városában tartózkodott. Szeptember 16-án a támadó olasz csapatok ellátási gondokkal kerültek szembe, így előretörésük megállt és védelmi pozíciót vettek fel Szidi el-Barani mellett.

## Háttér
1940. június 10-én az Olasz Királyság hadat üzent az Brit Birodalomnak és Franciaországnak, ezzel elkötelezve magát a náci Németország mellett. Erre válaszul az egyiptomi kormány június 13-án megszakította a diplomáciai kapcsolatait Olaszországgal, de egyúttal azt is bejelentette, hogy nem lép be a háborúba, csak ha támadás éri. 1939 szeptemberében az egyiptomiak ugyanezt tették Németország esetében is. Bár Egyiptom semleges volt, az 1936-ban aláírt Angol–Egyiptomi szerződés alapján a britek jogosultak voltak megszállni Egyiptomot, amennyiben a Szuezi-csatorna veszélybe kerül.
A hadüzenet idején a olaszok két hadsereget is állomásoztattak Líbiában: a 9 hadosztályból álló 5. Hadsereget, valamint az öt hadosztályt magába foglaló 10. Hadsereget. Az 5. Hadsereg Tripolitaniában nézett szembe a Tunéziában lévő francia csapatokkal, a Cyrenaicában lévő 10. Hadsereg pedig az Egyiptomban állomásozó brit csapatokra jelentett fenyegetést. Miután Franciaország elbukott, az 5. Hadsereg csapatait és hadianyagát áthelyezték, hogy megerősítsék velük a 10. Hadsereget. A támadás idején az olasz 10. Hadsereg 10 hadosztályt, az 5. Hadsereg pedig 4 hadosztályt foglalt magába. Az olaszok bár számbeli fölényben voltak, gondjaik jelentkeztek a szállítóeszközök hiánya, a tisztek képzetlensége és a támogató egységek gyenge színvonala miatt. Az Olasz Királyi Haderőn (Regio Esercito) belül a tüzérségi és harckocsizó alakulatoknál volt a legjobb a morál, itt viszont az eszközök régiek és legtöbbször kis kaliberűek voltak, ráadásul muníciójuk sem volt megfelelő. A Líbiában lévő olasz páncélosok döntő többsége a kétszemélyes, géppuskával felszerelt L3 könnyűharckocsi volt, bár a támadást megelőzően néhány (kb. hetven) M11 közepes harckocsi is érkezett a csapatokhoz.
Az olasz csapatokat líbiai gyarmatuk védelme is terhelte, ahol több tízezer olasz telepes élt, akik az őslakóktól elvett földekből jutottak birtokhoz, mely miatt az autochton lakosság gyűlölte az olaszokat és állandók voltak a felkelések és zavargások az országban.
Észak-Afrikában az olaszoknak már a kezdetektől nem mentek túl jól a dolgok. Június 12-én már 63 olasz katona esett hadifogságba.

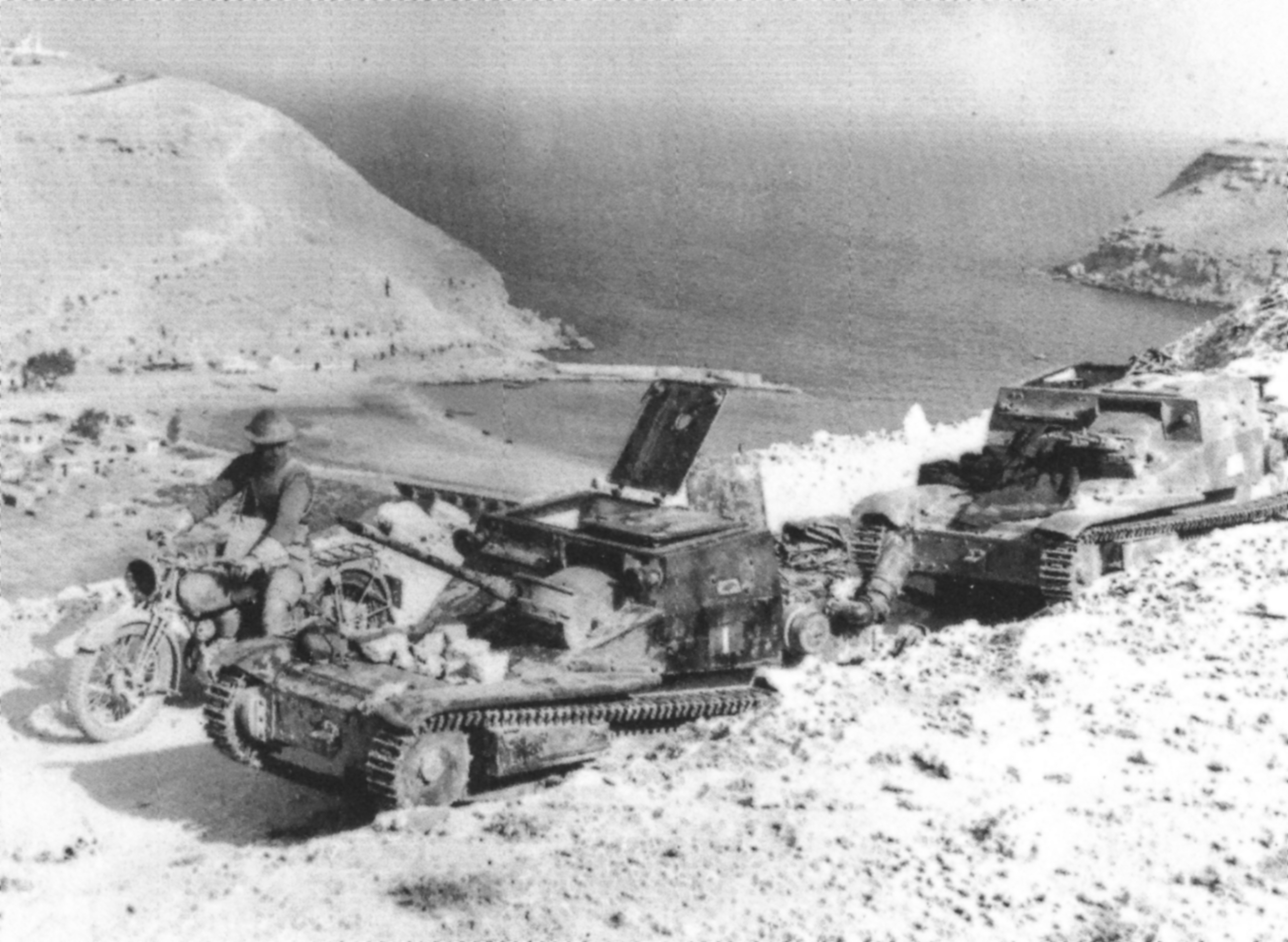
Két zsákmányolt olasz könnyűharckocsi Bardia közelében

Június 17-én a brit 6. Gyalogoshadosztály főhadiszállását kinevezték a Western Desert Force (WDF) főhadiszállásává. A Richard O'Connor parancsnoksága alatt álló WDF magába foglalt minden olyan brit alakulatot, amely a cyrenaicai olasz csapatokkal állt szemben. O'Connor - akit a parancsnoksága miatt altábornaggyá léptették elő - több tízezer katona, valamint az őket támogató repülőgépek, harckocsik, és ágyúk felett rendelkezett. O'Connor utasításba adta csapatainak a határ menti agresszív járőrözést. A britek azt tűzték ki célul, hogy uralni fogják a haderők közti "senki földjét", ezért a 7. Páncéloshadosztály egységeiből kis, mozgékony csoportokat alakítottak ki. Ezek a csoportok harckocsikat, gyalogságot és tüzérséget foglaltak magukba. A kicsi, jól képzett csoportok támadásokat, és rajtaütéseket intéztek a határ menti olasz állások és konvojok ellen. Az olasz hadüzenetet követő héten a brit 11. Huszárezred már el is foglalta a líbiai Capuzzo erődöt. Egy Bardia melletti rajtaütés során a briteknek sikerült elfogniuk az olasz 10. Hadsereg főmérnökét Lastucci tábornokot.
Június 28-án Italo Balbo marsall - olasz Észak-Afrika főparancsnoka és Líbia kormányzója - életét vesztette baráti tűzben, miközben gépével landolni akart Tobrukban. Balbo látszólag kortársainál jobban átlátta a modern technika hadviselésre gyakorolt hatását. Azzal is tisztában volt, hogy Olaszország egyetlen esélye az Észak-afrikai sikerre, ha gyorsan, meglepetésszerűen támad. A hadüzenet előtt Balbo kifejezte kétségeit Mussolininek: "Nem az emberek létszáma miatt aggódom, hanem a fegyvereik miatt... kevés és régi tüzérségi eszközök, a páncéltörő és légvédelmi fegyverek szinte teljes hiánya...felesleges több ezer embert odaküldeni, ha nem tudjuk őket ellátni a közlekedéshez és a harchoz szükséges nélkülözhetetlen eszközökkel."
Balbo mindenféle plusz hadianyagot kért: ezer teherautót, száz vízhordó tartálykocsit, több közepes harckocsit és légvédelmi ágyút. Ezek az eszközök kellettek volna az afrikai sikerekhez, de Olaszország nem tudott ennyit rendelkezésére bocsátani. Balbo kéréseire komolytalan ígéreteket kapott Pietro Badoglio marsalltól, a római vezérkari főnöktől. Badoglio úgy nyilatkozott: "Ha lesz hetven közepes harckocsija majd uralja a helyzetet". Halála előtt Balbo egy július 15-én kezdődő, Egyiptom elleni támadás előkészületein dolgozott.
Az olasz diktátor Benito Mussolini Rodolfo Graziani marsallt nevezte ki Balbo helyére főparancsnoki és kormányzói posztra. Mussolini megparancsolta Grazianinek, hogy augusztus 8-án indítson támadást Egyiptom ellen. Graziani tájékoztatta Mussolinit, hogy a 10. Hadsereg nincs megfelelően felszerelve egy ilyen akció végrehajtásához, továbbá egy ilyen támadás nem járhat sikerrel. Mussolini ennek ellenére a támadás mellett döntött.

## A harctér

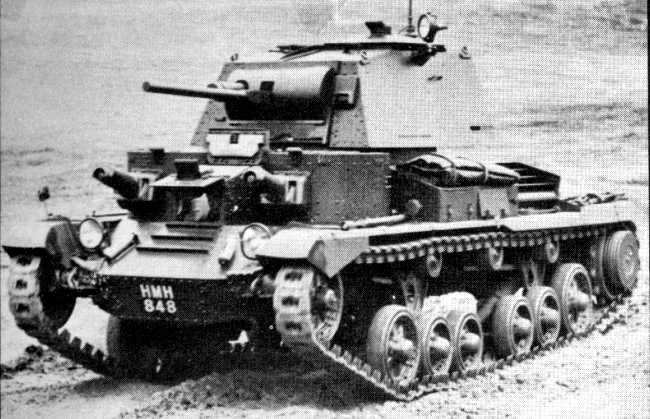
A brit 7. Páncéloshadosztály egyik Cruiser Mk I harckocsija

Az olaszok támadását figyelve a britek azt feltételezték, hogy az olasz haderő a Földközi-tenger partján fekvő utakon gyorsan előretör, és elfoglalja a 230 km-re lévő Mersa Matruh-i vasútállomást. A gépesített egységek számára a sivatag ideális volt egy ilyen akadálymentes manőverre. A tengerparttal párhuzamosan, attól 16 km-re délre meredek szakadékok jellemezték a tájat. A szakadékok és a part közti széles területen viszont változatos helyeken törhettek előre a támadók.
A part és a szakadék vonala egy kis kikötőnél, Sollumnál futott össze. Itt a sziklákban gazdag terep és a természetes akadályok gátolták a gépek mozgékonyságát.
A fejletlen és vízmentes területen, melyen az olaszoknak át kellett kelnie, az egységek tengerparttól megtehető távolsága két dologtól függött. Az egyik ilyen tényező a rendelkezésre álló szállítóeszközök száma, a másik pedig a csapatok által szállítható ellátmány mennyisége. Az élelem, üzemanyag és pótalkatrészek fontosak voltak, de az összes ellátmány közül a víz volt a leglényegesebb.

## A szembenálló felek
A támadás idején a brit Archibald Wavell tábornok által irányított Közel-Keleti Parancsnokság 36000 katonája (beleértve a műszaki és adminisztrációs személyzetet) tartózkodott Egyiptomban.

Ezeknek a csapatoknak kellett megvédeniük Egyiptomot és a Szuezi-csatornát a közel 250 000 főt számláló líbiai, és szintén 250 000 fős Olasz Kelet-Afrikában állomásozó olasz erőktől.

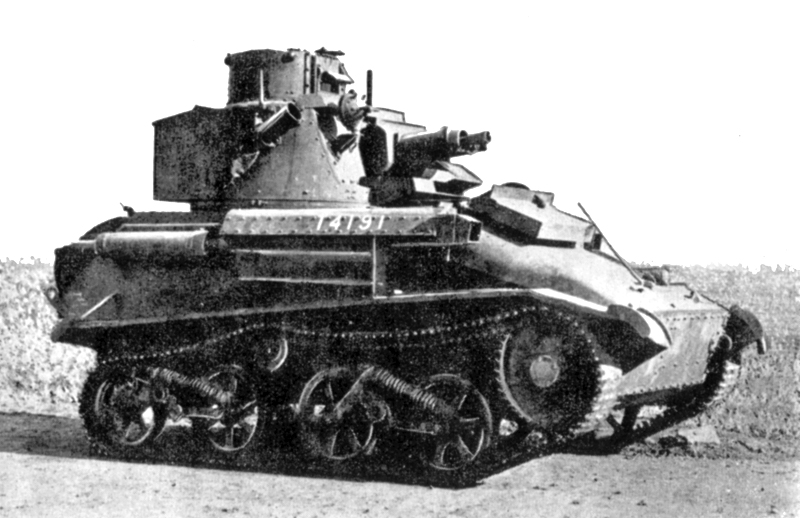
Brit könnyűharckocsi, tornyában géppuskákkal

### Olaszok
A Mario Berti tábornok vezette 10. Hadsereg tíz hadosztályát öt hadtestbe szervezték, melyek a következők voltak: XX, XXI, XXII, XXIII és a frissen alakult Líbiai Hadosztályok Csoportja (Gruppo Divisioni Libiche), vagy egyszerűbb nevén a "Líbiai Hadtest". A 10. Hadsereg hadosztályai vagy az Olasz Királyi Haderő szokásos gyaloghadosztályai, vagy feketeinges gyaloghadosztályok, vagy gyarmati líbiai gyaloghadosztályok voltak. A 10. Hadsereg Egyiptomba betörő hadtestei a XXIII, XXI és a Líbiai hadtestek voltak.
A Líbiai hadtest két líbiai gyaloghadosztályból, valamint a Maletti-csoportból (Raggruppamento Maletti) állt. Az utóbbi egy Pietro Maletti tábornok parancsnoksága alatt álló, ad hoc egység volt, mely hat, teherautókon szállított líbiai zászlóaljat foglalt magába. Ez a gépesített csoport rendelkezett az elérhető olasz páncélosok jelentős részével, és szinte az összes M11/39 közepes harckocsival. Amíg Maletti és csapatai előretörtek az ellenséges területen, Graziani és vezérkara kilométerekkel távolabbról, Tobrukból vezényelte a teljes olasz támadást.
Berti tábornok a szokásos sivatagi hadmozdulatokat szerette volna meglépni, azaz a főként gyalogságból álló XXI hadtesttel a partmentén előretörni. A XXI hadtest gyaloghadosztályainak nem, vagy csak kevés tapasztalatuk volt a sivatagi harc terén. Ezt a hadtestet délről kerülte volna meg a tapasztaltabb Líbiai hadtest és a gépesített Maletti-csoport. Berti szárazföldi csapatait az Olasz Királyi Légierő (Regia Aeronautica) Líbiai Légparancsnokságának 300 különböző típusú repülőgépe támogatta volna. A parancsnokság négy bombázó századdal, négy vadászszázaddal, két felderítőszázaddal, valamint egy gyarmati felderítőszázaddal rendelkezett. Az olasz repülőgépek főként Savoia-Marchetti SM.79 bombázók, Breda Ba.65 csatarepülőgépek, Fiat CR.42 vadászok, valamint IMAM Ro.37, Caproni Ca.309 és Caproni Ca.310bis felderítő gépek voltak. A parancsnokság feladata a szárazföldi csapatok követése, és támogatása volt. Berti a légierővel ellentétben az Olasz Királyi Haditengerészettől (Regia Marina) csak kevés támogatásra számíthatott. A hadüzenetet követően az olaszok már elvesztettek tíz tengeralattjárót, és a flotta túl fontos volt hogy kockáztassák ebben a helyzetben. Mindemellett az olasz haditengerészet komoly üzemanyaghiánnyal is küszködött.

### Britek és a Nemzetközösség

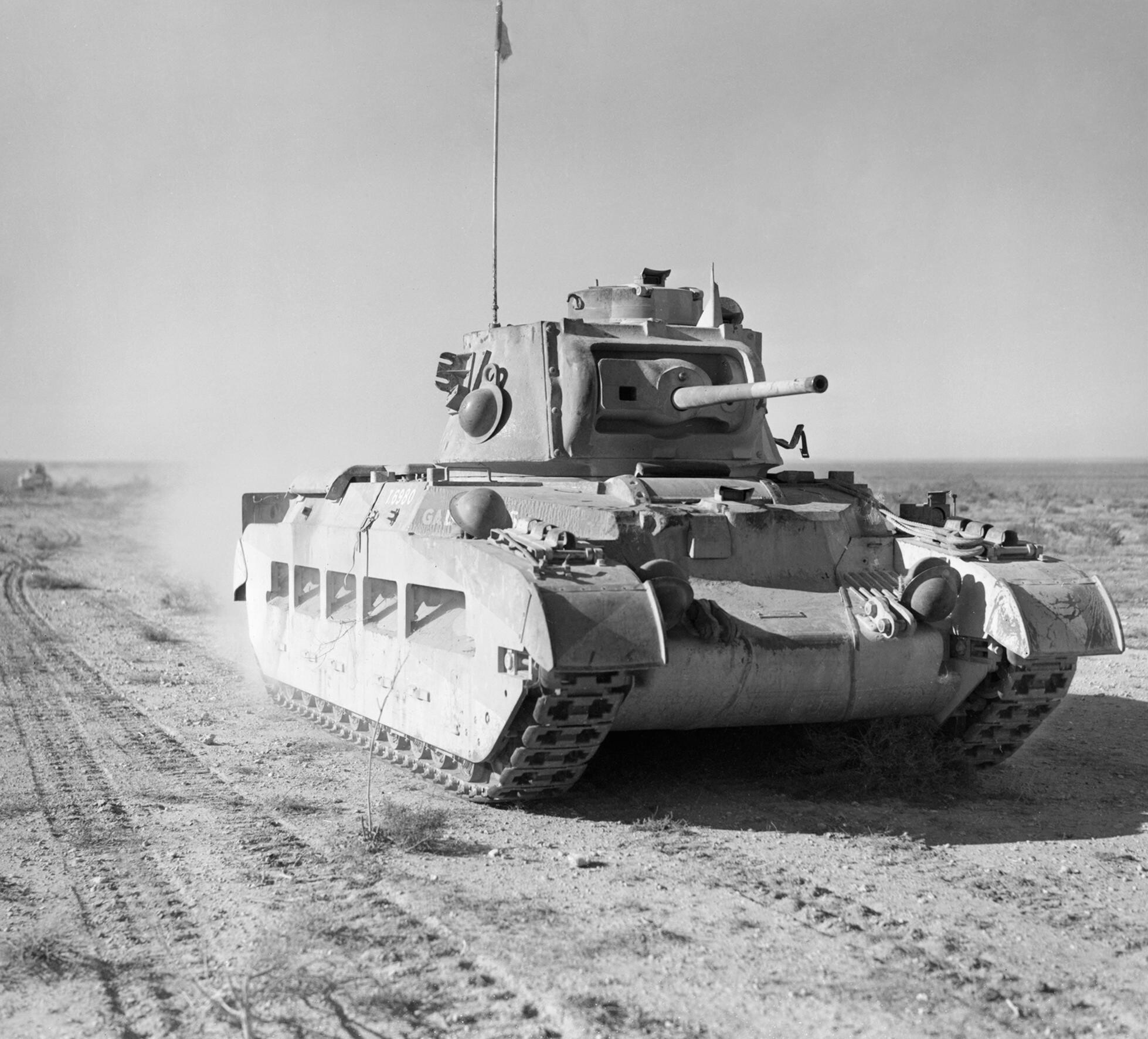
Egy Matilda harckocsi kel át a sivatagon

A támadó olasz csapatokkal szemben a brit Western Desert Force állt. Ez idő tájt a WDF a Noel Beresford-Peirse vezérőrnagy parancsnoksága alatt álló, legyengült 4. Indiai Gyaloghadosztályból, és a Sir Michael O'Moore Creagh vezérőrnagy irányította, szintén legyengült 7. Páncéloshadosztályból (más néven "Sivatagi Patkányok") állt. Megelőzve az olaszok Mersa Matruh irányába történő előrenyomulását, a britek augusztus közepéig visszavonták páncélosaik zömét Mersa Matruh közelébe, a fronton mindössze a 7. Páncéloshadosztály - William Gott dandártábornok vezette - támogató csoportja maradt. Ez a támogató csoport - mely három gépesített gyalogos zászlóaljjal, támogató tüzérséggel, és néhány utász valamint géppuskás különítménnyel is rendelkezett - azt a parancsot kapta, hogy támadás esetén az ellenség zaklatásával hátráltassa annak előretörését anélkül, hogy komolyabb harcokba bocsátkoznának. Ezzel a módszerrel úgy gondolták, hogy számottevő veszteség nélkül védhető a határ és Mersa Matruh közti terület, a városban összegyűlt erők pedig majd képesek lesznek megállítani az olasz előretörést.
A britek védelmi terve tehát egyszerű volt: főként a támogató csoportba tartozó kisebb csapatokkal - és a 11. Huszárezred felderítőivel - folytonos zaklatással a lehető legtöbb kellemetlenséget kell okozni az ellenségnek, amíg az el nem éri Mersa Matruh városát. A városban egy erős gyalogos haderő bevárja az olasz támadást, amíg a város melletti magaslaton a 7. Páncéloshadosztály felkészül az ellentámadásra. A zavaró egységek egyik fontos feladata az volt, hogy a csapatok létszáma a valósnál nagyobbnak tűnjön. A támogató csoport nagy része mozgékonyságát a sivatagban lévő csapatok fedezésére használta, míg a parthoz közeli területeken a Coldstream Guards 3. zászlóalja várakozott, kiegészülve a King's Royal Rifle Corps 1. zászlóaljával, a francia gépesített tengerészgyalogság egy századával, valamint némi támogató tüzérséggel és géppuskás egységgel.
1940. májusának végére a Brit Királyi Légierő 205 repülőgéppel volt jelen a Közel-Keleten. Ebbe beletartozott 96 elavult Bristol Bombay és Bristol Blenheim közepes bombázó, 75 ugyancsak elavult Gloster Gladiator vadászgép, illetve 34 darab, különböző típusú repülőgép. Júliusban négy Hawker Hurricane vadászgép érkezett a térségbe, de ezekből mindössze egy darab került a líbiai sivatagban küzdő csapatokhoz.
Július végére a Brit Királyi Haditengerészet megszerezte az uralmat a Földközi-tenger keleti részén. Ezáltal a britek szabadon ágyúzhatták az olaszok parthoz közeli állásait, és szinte zavartalanul szállíthatták a hadianyagot Mersa Matruhba és az azon túli területekre.

## A támadás
Az 1940. június 11-i olasz hadüzenetet követően a Líbiában lévő olasz csapatok, és a Egyiptomban állomásozó brit és nemzetközösségi csapatok folyamatos rajtaütéseket hajtottak végre egymás ellen.

A 11. Huszárezred tisztjei napernyő alatt pihennek az őrjáratok közti szünetben, 1940. július 16-án. A képen egy Morris CS9 páncélautó

1940. augusztus 10-én a türelmetlen Mussolini határozott utasítást küldött Graziani marsallnak:
 "Az Egyesült Királyság elleni támadásról már döntöttek, éppen most készítik elő. Idejét tekintve kezdődhet egy héten, vagy egy hónapon belül, de amint az első német szakasz eléri a britek területét, maga is támadni fog. Még egyszer megismétlem: nincsenek területi céljaink. A támadás nem Alexandria vagy Sollum bevételéről szól. Csak azt kérem, hogy támadja meg az Önnel szemben álló brit erőket."
Mussolini parancsára reagálva Graziani utasította a 10. Hadsereg parancsnokát, Berti tábornokot, hogy augusztus 27-ig készüljön fel a támadásra. Mindezek ellenére sem Graziani, sem Berti, sőt egyik Észak-Afrikában lévő tábornok sem hitt a támadás megvalósíthatóságában. Badoglio marsall - Mussolini vezérkari főnöke - ígéretet tett, hogy az Észak-afrikai csapatok kapnak elegendő hadianyagot és szállítóeszközt, de azok végül nem érkeztek meg a csapatokhoz.
Szeptember 8-án, a leváltással megfenyegetett Graziani beleegyezett, hogy másnap megtámadják Egyiptomot.
Az előretörő olasz haderő 5 gyaloghadosztályból, a Maletti-csoportból, valamint az elérhető líbiai egységekből állt. A reguláris líbiai lovasság a Líbiai Gyarmati Csapatok Királyi Hadtestjéhez (Regio Corpo Truppe Coloniali della Libia) tartozott, melyet Líbiai Hadosztályok Csoportjának, vagy egyszerűen Líbiai Hadtestnek is neveztek. Az alakulatban jelen voltak sivatagi és tevés csapatok, gyalogzászlóaljak, tüzérség, és irreguláris csapatok is.
A támadás tervét módosították, hogy az alkalmazkodjon a szállítóeszközök hiányához. A sivatagi oldalbatámadást lefújták, így az 1. és 2. Líbiai hadosztály a tengerparthoz közelebb tevékenykedett, a XXIII. hadtest gyaloghadoszályainak ékjeként. A Maletti-csoport a szárnyak védelmét látta el. A tüzérséget és a harckocsikat Berti tábornok lényegében a gyalogság kíséretére, és ellenséges területen való átkelésének segítésére használta.
1940. szeptember 9-én az Olasz Királyi Légierő (Regia Aeronautica) gépei is összetűzésbe kerültek a Brit Királyi Légierővel. Kelet-Líbia és Nyugat-Egyiptom egén olasz CR.42 vadászok küzdöttek a brit Gladiatorokkal. A két oldal bombázói egyaránt támadták az ellenséges állásokat. Míg a brit gépek főként Tobrukot, és az olaszok felvonulási területeit bombázták, addig az olaszok a támadás útvonalát igyekeztek megtisztítani.
Az Olasz Királyi Haderő szárazföldi előretörése csak küszködve haladt. Az egyik hadosztály eltévedt és a járműveik motorja túlmelegedett. A jókora létszámhátrányban lévő britek elaknásították a területet, majd visszavonultak.
A Maletti-csoport szintén eltévedt, úton az egyiptomi határ közelében fekvő Sidi Omar melletti felvonulási terület felé. Mindezt összevetve az olasz szárazföldi támadás tehát igen nyögvenyelősen kezdődött. Az olaszok rádióforgalmát sikerült lehallgatni, így problémáikról az egész világ értesült. Szeptember 10-én a 11. Huszárezred páncélautói észrevették a sivatagon átkelő Maletti-csoportot. A levegőben lévő sűrű por eltakarta a brit egységeket, így azok nyomon követhették az olasz csapatok mozgását. A köd megszűnése után a 11. Huszárezred láthatóvá vált, így az olasz repülőgépek valamint a szárazföldön haladó harckocsik és tüzérségi ágyúk tüzet nyitottak rájuk.
Szeptember 13-án az 1. Feketeinges Hadosztály visszafoglalta a líbiai Capuzzo erődöt. Még aznap az olaszok átlépték a líbiai–egyiptomi határt, így az Egyiptom elleni támadás - négy nappal megkezdését követően - ténylegesen elérte Egyiptomot.
Szintén szeptember 13-án a 3. Coldstream Guard egyik Sollumban tartózkodó szakasza egymaga került szembe az egész 1. Líbiai hadosztállyal. A líbiaiak már ezt megelőzően felsorakoztatták ágyúikat, harckocsiaikat és teherautóikat a város előtti nyílt területen. A fennsíkon tartózkodó briteket minden erejükkel ágyúzni kezdték az ellenséges csapatok. Viszont a britek már az ágyúzás megkezdése előtt kivonták csapataikat a területről a Halfaya-hágón keresztül. Az ágyúdörgés által felbátorított olasz katonákat eddigre a távolban feltűnő brit csapatok tűz alá vették.
Később a négy olasz hadosztály viszonylag gond nélkül átkelt a hágón, viszont a britek által hátrahagyott aknák okoztak némi veszteséget soraikban. Előrenyomulásuk során az olaszok csak ritkán találkoztak brit katonákkal, egykori jelenlétüket inkább csak a hátrahagyott roncsok jelezték.
Szeptember 16-án egy nagyobb olasz harckocsi csoport az Alam el Dab-i térség partmenti útjairól a szárazföld belseje felé indult, ezzel majdnem elvágva a 3. Coldstream Guard zászlóaljat a brit erők zömétől. A brit katonákat egy időben leadott segélyhívás - és az ennek hatására helyszínre siető 11. Huszárezred - mentette meg a csapdába eséstől. A nap végére a brit felderítő csapatok nagy része sikeresen visszavonult Mersa Matruh környékére. Ekkora már az olaszok előretörése is a tervezett ütemben haladt, és az 1. Feketeinges hadosztály bevette Szidi el-Barani városát.
Az olaszok ezt követően elérték a 15 km-re lévő Maktilát, de ellátási gondokra hivatkozva Graziani megállította az előretörést. A marsall ismertette a problémáit Mussolinival és Badoglioval is. Tájékoztatta feletteseit, hogy a Mersa Matruhba történő eljutás hat napot venne igénybe, mivel a katonák csak gyalog tudnak haladni. Graziani ekkorra már lemondott arról, hogy új szállítójárműveket kapjon, így új kéréssel állt elő: 600 öszvért kért.

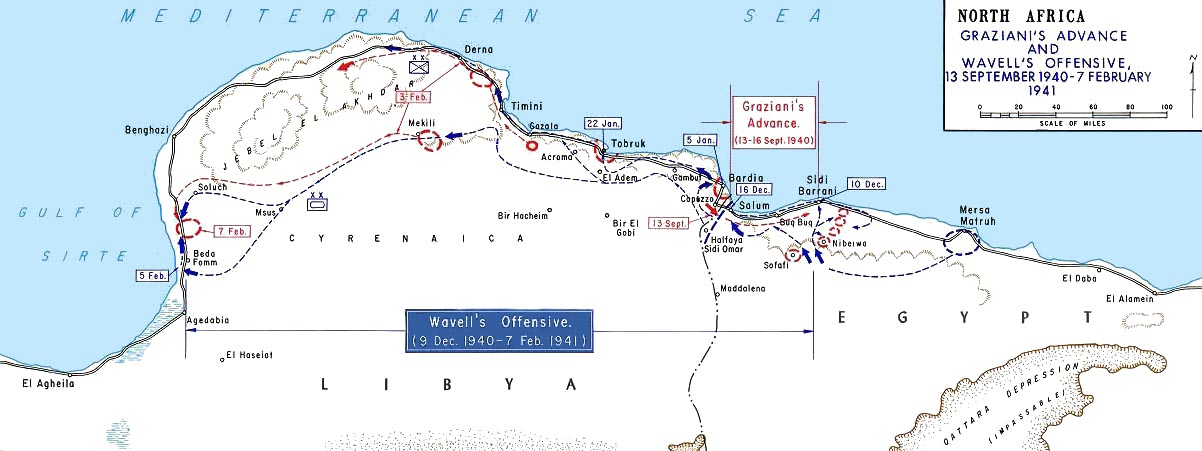
Az olasz előrenyomulás, és a brit ellentámadás

A támadás során az olaszok több repteret elfoglaltak a britektől.
Bár Mussolini továbbhaladásra unszolta Grazianit, a marsall úgy döntött, hogy befészkeli magát Szidi el-Baraniba. Emellett kialakított kilenc megerősítet tábort Maktilában, Tummarban, Nibeiwában és a Sofafi melletti magaslat tetején. Az olaszok hátulról is bevédték magukat: hadosztályokat vezényeltek Buq Buq-ba, Sidi Omarba, és a Halfaya-hágóhoz. Graziani ekkor körülbelül 130 km-re nyugatra volt a Mersa Matruh-i brit védelmi vonaltól.

## Következmények
Az Egyiptom elleni olasz támadás végül nem jutott el a britek fő védelmi vonaláig, és ezt követően sem volt előretörés Mersa Matruh-ig. A támadás még a közelébe sem ért az eredeti tervekben megemlített Szuezi-csatornáig.
A brit csapatokat illetően Wavell tábornok a következőket írta:
|  | „A lehető legnagyobb elismerés illeti a támogató csoport vezetőjét, W. H. E. Gott dandártábornokot, valamint J. C. Campbell alezredest, a tüzérség parancsnokát, amiért a visszavonulást higgadtan és hatékonyan oldották meg. Ugyanez igaz a csapatokra is, akik nagy kitartásról és taktikai jártasságról tettek tanúbizonyságot.” |
|  | |

Az Egyiptomot támadó olasz csapatokkal kapcsolatban Mussolini tett fel kérdéseket október 26-án:
|  | „Negyven nappal Szidi el-Barani bevételét követően azt a kérdést tettem fel magamban, hogy ez a hosszú várakozás kinek használ - nekünk, vagy az ellenségnek? Habozás nélkül mondhatom, hogy inkább az ellenségnek...Ideje megkérdezni azt is, hogy kívánja-e folytatni a parancsnokságot.” |
|  | |

Két nappal később, október 28-án az olasz hadsereg megszállta Görögországot, így Egyiptom és Graziani kikerült a figyelem középpontjából. Emiatt a marsall folytathatta a további teendők komótos tervezését. Az olaszok a Mersa Matruh elleni támadást december 15-re vagy december 18-ra tervezték, de nem sokkal később Graziani és az olasz haderő elvesztette az irányítást az egyiptomi történések felett.
1940. december 8-án megindították a Compass hadműveletet, egy korlátozott méretű rajtaütést a Szidi el-Barani körüli védelmi vonalon felállított olasz táborok ellen. Ekkor Berti tábornok betegsége miatt épp eltávon volt, helyét ideiglenesen Italo Gariboldi tábornok vette át. A britek rajtaütése teljes siker volt, és az olasz 10. Hadsereg néhány megmaradt egysége kénytelen volt visszavonulni. December 11-re a brit akció teljes ellentámadásba ment át. Az olaszokat folyamatosan egyre visszábbszorították Líbia belseje felé. Mire a rajtaütéseknek vége szakadt, az egész 10. Hadsereg felmorzsolódott.

### Weboldalak
- Archibald Wavell's Despatch on Operations in the Middle East From August, 1939 to November, 1940.. Supplement to the London Gazette, Number 37609, 1946. június 13. (Hozzáférés: 2009. október 31.)[halott link]
- The Italian Army in Egypt during World War II
- Bush Battles.. Time, 1940. augusztus 12. [2013. július 21-i dátummal az eredetiből archiválva]. (Hozzáférés: 2009. július 15.)

## Fordítás
Ez a szócikk részben vagy egészben  az   Italian invasion of Egypt című angol Wikipédia-szócikk ezen változatának fordításán alapul.  Az eredeti cikk szerkesztőit annak laptörténete sorolja fel. Ez a jelzés csupán a megfogalmazás eredetét és a szerzői jogokat jelzi, nem szolgál a cikkben szereplő információk forrásmegjelöléseként.